# Базок (Калвадос)
Базок (фр. Bazoque) насеље је и општина у северној Француској у региону Доња Нормандија, у департману Калвадос која припада префектури Баје.
По подацима из 2011. године у општини је живело 153 становника, а густина насељености је износила 15,09 становника/km². Општина се простире на површини од 10,14 km². Налази се на средњој надморској висини од 150 метара (максималној 142 m, а минималној 57 m).

## Демографија
| 1962. | 1968. | 1975. | 1982. | 1990. | 1999. | 2011. |
| ----- | ----- | ----- | ----- | ----- | ----- | ----- |
| 162   | 193   | 158   | 157   | 143   | 153   | 153   |

График промене броја становника у току последњих година